# NHL Entry Draft 2005
L'NHL Entry Draft 2005 è stato il 43º draft della National Hockey League. Si è tenuto fra il 30 ed il 31 luglio 2005 presso il Westin Hotels di Ottawa, nell'Ontario. Le formazioni della National Hockey League hanno selezionato i migliori giocatori di hockey su ghiaccio provenienti dai campionati giovanili, universitari, o dai campionati europei. I Pittsburgh Penguins ebbero l'opportunità di effettuare la prima scelta assoluta dopo aver vinto la Draft Lottery.
Il draft si svolse presso il Westin Hotel di Ottawa e per la prima volta dal 1980 fu chiuso al pubblico. Originariamente l'evento doveva essere tenuto presso il Corel Centre, impianto di gioco dagli Ottawa Senators, il 25 giugno 2005, tuttavia anche a causa del lockout non fu più possibile ospitare l'evento presso il palazzetto del ghiaccio. A causa dello spostamento del Draft l'edizione del 2008 fu automaticamente assegnata ai Senators. Con il nuovo regolamento il draft passò da nove a sette giri, riducendo da 291 a 230 i giocatori selezionati.
I Pittsburgh Penguins selezionarono il centro canadese Sidney Crosby dai Rimouski Océanic, formazione della Quebec Major Junior Hockey League. I Mighty Ducks of Anaheim invece come seconda scelta puntarono sull'ala destra Bobby Ryan, proveniente dagli Owen Sound Attack della Ontario Hockey League, mentre i Carolina Hurricanes scelsero in terza posizione il difensore Jack Johnson dell'U.S. National Team Development Program, formazione della North American Hockey League.

## Migliori prospetti
Dati elaborati dal NHL Central Scouting Bureau.
| Posizione | Giocatori nordamericani | Giocatori europei        |
| --------- | ----------------------- | ------------------------ |
| 1         | Sidney Crosby (C)       | Anže Kopitar (C)         |
| 2         | Benoît Pouliot (AS)     | Martin Hanzal (C)        |
| 3         | Bobby Ryan (AD)         | Jakub Vojta (D)          |
| 4         | Jack Johnson (D)        | Denis Istomin (AD)       |
| 5         | Gilbert Brulé (C)       | Niclas Bergfors (AD)     |
| 6         | Luc Bourdon (D)         | Vjačeslav Buravčikov (D) |
| 7         | Kenndal McArdle (AS)    | Il'ja Zubov (C)          |
| 8         | Ryan Parent (D)         | Petr Kalus (AD)          |
| 9         | Marc Staal (D)          | Anton Krysanov (C)       |
| 10        | Devin Setoguchi (AD)    | Andrej Zubarev (D)       |

| Posizione | Portieri nordamericani | Portieri europei |
| --------- | ---------------------- | ---------------- |
| 1         | Carey Price            | Tuukka Rask      |
| 2         | Pier-Olivier Pelletier | Ondřej Pavelec   |
| 3         | Tyler Plante           | Jakub Lev        |

## Turni
|  | = NHL All-Star Team |  |  | = NHL All-Star |  |  | = NHL All-Star e NHL All-Star Team |

Legenda delle posizioni

A = Attaccante   AD = Ala destra   AS = Ala sinistra   C = Centro   D = Difensore   P = Portiere

### Primo giro
| #  | Giocatore             | Nazionalità | Squadra NHL                        | Squadra di provenienza                |
| -- | --------------------- | ----------- | ---------------------------------- | ------------------------------------- |
| 1  | Sidney Crosby (C)     | Canada      | Pittsburgh Penguins                | Rimouski Océanic (QMJHL)              |
| 2  | Bobby Ryan (AD)       | Stati Uniti | Mighty Ducks of Anaheim            | Owen Sound Attack (OHL)               |
| 3  | Jack Johnson (D)      | Stati Uniti | Chicago Blackhawks                 | USA Hockey NTDP (NAHL)                |
| 4  | Benoît Pouliot (AS)   | Canada      | Minnesota Wild                     | Sudbury Wolves (OHL)                  |
| 5  | Carey Price (P)       | Canada      | Montreal Canadiens                 | Tri-City Americans (WHL)              |
| 6  | Gilbert Brulé (C)     | Canada      | Columbus Blue Jackets              | Vancouver Giants (WHL)                |
| 7  | Jack Skille (AD)      | Stati Uniti | Chicago Blackhawks                 | USA Hockey NTDP (NAHL)                |
| 8  | Devin Setoguchi (AD)  | Canada      | San Jose Sharks (da Atlanta)       | Saskatoon Blades (WHL)                |
| 9  | Brian Lee (D)         | Stati Uniti | Ottawa Senators                    | Moorhead High School (USHS-Minnesota) |
| 10 | Luc Bourdon (D)       | Canada      | Vancouver Canucks                  | Val-d'Or Foreurs (QMJHL)              |
| 11 | Anže Kopitar (C)      | Slovenia    | Los Angeles Kings                  | Södertälje SK (Elitserien)            |
| 12 | Marc Staal (D)        | Canada      | New York Rangers (da San Jose)     | Sudbury Wolves (OHL)                  |
| 13 | Marek Zagrapan (C)    | Slovacchia  | Buffalo Sabres                     | Chic. Saguenéens (QMJHL)              |
| 14 | Sasha Pokulok (D)     | Canada      | Washington Capitals                | Cornell Big Red (ECAC)                |
| 15 | Ryan O'Marra (C)      | Canada      | New York Islanders                 | Erie Otters (OHL)                     |
| 16 | Alex Bourret (AD)     | Canada      | Atlanta Thrashers (da NY Rangers)  | Lewiston Maineiacs (QMJHL)            |
| 17 | Martin Hanzal (C)     | Rep. Ceca   | Phoenix Coyotes                    | Red Deer Rebels (WHL)                 |
| 18 | Ryan Parent (D)       | Canada      | Nashville Predators                | Guelph Storm (OHL)                    |
| 19 | Jakub Kindl (D)       | Rep. Ceca   | Detroit Red Wings                  | Kitchener Rangers (OHL)               |
| 20 | Kenndal McArdle (AS)  | Canada      | Florida Panthers (da Philadelphia) | Moose Jaw Warriors (WHL)              |
| 21 | Tuukka Rask (P)       | Finlandia   | Toronto Maple Leafs                | Ilves (SM-liiga)                      |
| 22 | Matt Lashoff (D)      | Stati Uniti | Boston Bruins                      | Kitchener Rangers (OHL)               |
| 23 | Nicklas Bergfors (AD) | Svezia      | New Jersey Devils                  | Södertälje SK (Elitserien)            |
| 24 | T.J. Oshie (C)        | Stati Uniti | St. Louis Blues                    | Warroad High School (USHS-Minnesota)  |
| 25 | Andrew Cogliano (C)   | Canada      | Edmonton Oilers                    | St. Michael's Buzzers (OPJHL)         |
| 26 | Matt Pelech (D)       | Canada      | Calgary Flames                     | Sarnia Sting (OHL)                    |
| 27 | Joe Finley (D)        | Stati Uniti | Washington Capitals (da Colorado)  | Sioux Falls Stampede (USHL)           |
| 28 | Matt Niskanen (D)     | Stati Uniti | Dallas Stars                       | Virginia High School (USHS-Minnesota) |
| 29 | Steve Downie (AD)     | Canada      | Philadelphia Flyers (da Florida)   | USA Hockey NTDP (USHL)                |
| 30 | Vladimír Mihálik (D)  | Slovacchia  | Tampa Bay Lightning                | HC Prešov 07 (Extraliga)              |

### Secondo giro
| #  | Giocatore                  | Nazionalità | Squadra NHL                            | Squadra di provenienza               |
| -- | -------------------------- | ----------- | -------------------------------------- | ------------------------------------ |
| 31 | Brendan Mikkelson (D)      | Canada      | Mighty Ducks of Anaheim (da Tampa Bay) | Vancouver Giants (WHL)               |
| 32 | Tyler Plante (P)           | Canada      | Florida Panthers                       | Brandon Wheat Kings (WHL)            |
| 33 | James Neal (AS)            | Canada      | Dallas Stars                           | Plymouth Whalers (OHL)               |
| 34 | Ryan Stoa (C)              | Stati Uniti | Colorado Avalanche                     | USA Hockey NTDP (NAHL)               |
| 35 | Marc-Édouard Vlasic (D)    | Canada      | San Jose Sharks (da Calgary)           | Québec Remparts (QMJHL)              |
| 36 | Taylor Chorney (D)         | Stati Uniti | Edmonton Oilers                        | Shattuck-St. Mary's (USHS-Minnesota) |
| 37 | Scott Jackson (D)          | Canada      | St. Louis Blues                        | Seattle Thunderbirds (WHL)           |
| 38 | Jeff Frazee (P)            | Stati Uniti | New Jersey Devils                      | USA Hockey NTDP (NAHL)               |
| 39 | Petr Kalus (C)             | Rep. Ceca   | Boston Bruins                          | Regina Pats (WHL)                    |
| 40 | Michael Sauer (D)          | Stati Uniti | New York Rangers (da Toronto)          | Portland Winterhawks (WHL)           |
| 41 | Ondřej Pavelec (P)         | Rep. Ceca   | Atlanta Thrashers (da Philadelphia)    | Kingston Frontenacs (OHL)            |
| 42 | Justin Abdelkader (AS)     | Stati Uniti | Detroit Red Wings                      | Cedar Rapids RoughRiders (USHL)      |
| 43 | Michael Blunden (AD)       | Canada      | Chicago Blackhawks (da Nashville)      | Erie Otters (OHL)                    |
| 44 | Paul Stastny (C)           | Stati Uniti | Colorado Avalanche (da Phoenix)        | Denver Pioneers (WCHA)               |
| 45 | Guillaume Latendresse (AD) | Canada      | Montreal Canadiens (da NY Rangers)     | D.ville Voltigeurs (QMJHL)           |
| 46 | Dustin Kohn (D)            | Canada      | New York Islanders                     | Calgary Hitmen (WHL)                 |
| 47 | Tom Fritsche (AS)          | Stati Uniti | Colorado Avalanche (da Washington)     | Ohio State Buckeyes (CCHA)           |
| 48 | Philipp Gogulla (AS-AD)    | Germania    | Buffalo Sabres                         | Kölner Haie (DEL)                    |
| 49 | Chad Denny (D)             | Canada      | Atlanta Thrashers (da San Jose)        | Lewiston Maineiacs (QMJHL)           |
| 50 | Dany Roussin (AS)          | Canada      | Los Angeles Kings                      | Rimouski Océanic (QMJHL)             |
| 51 | Mason Raymond (AS)         | Canada      | Vancouver Canucks                      | Camrose Kodiaks (AJHL)               |
| 52 | Chris Durand (C)           | Canada      | Colorado Avalanche (da Ottawa)         | Seattle Thunderbirds (WHL)           |
| 53 | Andrew Kozek (AS-AD)       | Canada      | Atlanta Thrashers                      | Surrey Eagles (BCHL)                 |
| 54 | Dan Bertram (AD)           | Canada      | Chicago Blackhawks                     | Boston College Eagles (Hockey East)  |
| 55 | Adam McQuaid (D)           | Canada      | Columbus Blue Jackets                  | Sudbury Wolves (OHL)                 |
| 56 | Marc-André Cliche (AD)     | Canada      | New York Rangers (da Montreal)         | Lewiston Maineiacs (QMJHL)           |
| 57 | Matt Kassian (AS)          | Canada      | Minnesota Wild                         | Kamloops Blazers (WHL)               |
| 58 | Nate Hagemo (D)            | Stati Uniti | Carolina Hurricanes                    | Minnesota Gophers (WCHA)             |
| 59 | Pier-Olivier Pelletier (P) | Canada      | Phoenix Coyotes (da Anaheim)           | D.ville Voltigeurs (QMJHL)           |
| 60 | T.J. Fast (D)              | Canada      | Los Angeles Kings                      | Tri-City Americans (WHL)             |
| 61 | Michael Gergen (D)         | Stati Uniti | Pittsburgh Penguins                    | Shattuck-St. Mary's (USHS-Minnesota) |

### Terzo giro
| #  | Giocatore               | Nazionalità | Squadra NHL                        | Squadra di provenienza                   |
| -- | ----------------------- | ----------- | ---------------------------------- | ---------------------------------------- |
| 62 | Kris Letang (D)         | Canada      | Pittsburgh Penguins                | Val-d'Or Foreurs (QMJHL)                 |
| 63 | Jason Bailey (AD)       | Canada      | Mighty Ducks of Anaheim            | USA Hockey NTDP (NAHL)                   |
| 64 | Joe Barnes (C)          | Canada      | Carolina Hurricanes                | Saskatoon Blades (WHL)                   |
| 65 | Kristofer Westblom (P)  | Canada      | Minnesota Wild                     | Kelowna Rockets (WHL)                    |
| 66 | Brodie Dupont (C)       | Canada      | New York Rangers (da Montreal)     | Calgary Hitmen (WHL)                     |
| 67 | Kris Russell (D)        | Canada      | Columbus Blue Jackets              | Medicine Hat Tigers (WHL)                |
| 68 | Evan Brophey (C-AS)     | Canada      | Chicago Blackhawks                 | Belleville Bulls (OHL)                   |
| 69 | Gord Baldwin (D)        | Canada      | Calgary Flames (da Atlanta)        | Medicine Hat Tigers (WHL)                |
| 70 | Vitalij Anikeenko (D)   | Russia      | Ottawa Senators                    | Lok. Jaroslavl’ (Superliga)              |
| 71 | Richard Clune (AS)      | Canada      | Dallas Stars (da Vancouver)        | Sarnia Sting (OHL)                       |
| 72 | Jonathan Quick (P)      | Stati Uniti | Los Angeles Kings                  | Avon Old Farms School (USHS-Connecticut) |
| 73 | Radek Smoleňák (AS)     | Rep. Ceca   | Tampa Bay Lightning (da San Jose)  | Kingston Frontenacs (OHL)                |
| 74 | Dan Ryder (C)           | Canada      | Calgary Flames (da Buffalo)        | Peterborough Petes (OHL)                 |
| 75 | Perttu Lindgren (C)     | Finlandia   | Dallas Stars (da Washington)       | Ilves (SM-liiga)                         |
| 76 | Shea Guthrie (AS-AD)    | Canada      | New York Islanders                 | St. George's School (USHS-Rhode Island)  |
| 77 | Dalyn Flatt (D)         | Canada      | New York Rangers                   | Saskatoon Blades (WHL)                   |
| 78 | Teemu Laakso (D)        | Finlandia   | Nashville Predators (da Phoenix)   | HIFK (SM-liiga)                          |
| 79 | Cody Franson (D)        | Canada      | Nashville Predators                | Vancouver Giants (WHL)                   |
| 80 | Christofer Lofberg (C)  | Svezia      | Detroit Red Wings                  | Djurgården (Elitserien)                  |
| 81 | Danny Syvret (D)        | Canada      | Edmonton Oilers (da Philadelphia)  | London Knights (OHL)                     |
| 82 | Phil Oreskovic (D)      | Canada      | Toronto Maple Leafs                | Brampton Battalion (OHL)                 |
| 83 | Mikko Lehtonen (AD)     | Finlandia   | Boston Bruins                      | Espoo Blues (SM-liiga)                   |
| 84 | Mark Fraser (D)         | Canada      | New Jersey Devils                  | Kitchener Rangers (OHL)                  |
| 85 | Ben Bishop (P)          | Stati Uniti | St. Louis Blues                    | Texas Tornado (NAHL)                     |
| 86 | Robby Dee (C-AD)        | Stati Uniti | Edmonton Oilers                    | Breck School (USHS-Minnesota)            |
| 87 | Marc-André Gragnani (D) | Canada      | Buffalo Sabres (da Calgary)        | P.E.I. Rocket (QMJHL)                    |
| 88 | T.J. Hensick (C)        | Stati Uniti | Colorado Avalanche                 | Michigan Wolverines (CCHA)               |
| 89 | Chris Lawrence (C)      | Canada      | Tampa Bay Lightning (da Dallas)    | S.S. Marie Greyhounds (OHL)              |
| 90 | Dan Collins (AD)        | Stati Uniti | Florida Panthers                   | Plymouth Whalers (OHL)                   |
| 91 | Oskars Bārtulis (D)     | Lettonia    | Philadelphia Flyers (da Tampa Bay) | Moncton Wildcats (QMJHL)                 |

### Quarto giro
| #   | Giocatore              | Nazionalità | Squadra NHL                           | Squadra di provenienza                |
| --- | ---------------------- | ----------- | ------------------------------------- | ------------------------------------- |
| 92  | Marek Bartánus (AD)    | Slovacchia  | Tampa Bay Lightning                   | Košice (Extraliga)                    |
| 93  | Olivier Legault (AS)   | Canada      | Florida Panthers                      | Lewiston Maineiacs (QMJHL)            |
| 94  | Jakub Vojta (D)        | Rep. Ceca   | Carolina Hurricanes (da Dallas)       | Sparta Praga (Extraliga)              |
| 95  | Cody Bass (C)          | Canada      | Ottawa Senators (da Colorado)         | Mississauga IceDogs (OHL)             |
| 96  | Chris Butler (D)       | Stati Uniti | Buffalo Sabres (da Calgary)           | Sioux City Musketeers (USHL)          |
| 97  | Chris VandeVelde (C)   | Stati Uniti | Edmonton Oilers                       | Moorhead High School (USHS-Minnesota) |
| 98  | Il'ja Zubov (C)        | Russia      | Ottawa Senators (da St. Louis)        | Traktor Čeljabinsk (Russia)           |
| 99  | Patrick Davis (AS)     | Stati Uniti | New Jersey Devils                     | Kitchener Rangers (OHL)               |
| 100 | Jonathan Sigalet (D)   | Stati Uniti | Boston Bruins                         | Bowling Green Falcons (CCHA)          |
| 101 | Jared Boll (AD)        | Stati Uniti | Columbus Blue Jackets (da Toronto)    | Lincoln Stars (USHL)                  |
| 102 | Blair Jones (C)        | Canada      | Tampa Bay Lightning (da Philadelphia) | Moose Jaw Warriors (WHL)              |
| 103 | Mattias Ritola (C)     | Svezia      | Detroit Red Wings                     | Leksand (Elitserien)                  |
| 104 | Matt Duffy (D)         | Stati Uniti | Florida Panthers (da Nashville)       | New Hampshire Monarchs (EJHL)         |
| 105 | Keith Yandle (D)       | Stati Uniti | Phoenix Coyotes                       | Cushing Academy (USHS-Massachusetts)  |
| 106 | Vladimír Sobotka (C)   | Rep. Ceca   | Boston Bruins                         | Sparta Praga (Extraliga)              |
| 107 | Tom Pyatt (C)          | Stati Uniti | New York Rangers                      | Saginaw Spirit (OHL)                  |
| 108 | Niklas Hjalmarsson (D) | Svezia      | Chicago Blackhawks (da NY Islanders)  | HV71 (Elitserien)                     |
| 109 | Andrew Thomas (D)      | Stati Uniti | Washington Capitals                   | Denver Pioneers (WCHA)                |
| 110 | Kyle Bailey (C)        | Canada      | Minnesota Wild (da Buffalo)           | Portland Winterhawks (WHL)            |
| 111 | J. D. Watt (AD)        | Canada      | Calgary Flames                        | Vancouver Giants (WHL)                |
| 112 | Alex Stalock (P)       | Stati Uniti | San Jose Sharks                       | Cedar Rapids RoughRiders (USHL)       |
| 113 | Nathan Davis (C-AS)    | Stati Uniti | Chicago Blackhawks (da Los Angeles)   | Miami RedHawks (CCHA)                 |
| 114 | Alexandre Vincent (P)  | Canada      | Vancouver Canucks                     | Chic. Saguenéens (QMJHL)              |
| 115 | Janne Kolehmainen (AS) | Slovacchia  | Ottawa Senators                       | SaiPa (SM-liiga)                      |
| 116 | Jordan LaVallee (AS)   | Stati Uniti | Atlanta Thrashers                     | Québec Remparts (QMJHL)               |
| 117 | Denis Istomin (AD)     | Canada      | Chicago Blackhawks                    | Traktor Čeljabinsk (Superliga)        |
| 118 | Patrick McNeill (D)    | Canada      | Washington Capitals (da Boston)       | Saginaw Spirit (OHL)                  |
| 119 | Jeremy Duchesne (P)    | Canada      | Phoenix Coyotes (da Columbus)         | Halifax Mooseheads (QMJHL)            |
| 120 | Slava Truchno (C)      | Russia      | Edmonton Oilers                       | P.E.I. Rocket (QMJHL)                 |
| 121 | Juraj Mikúš (C)        | Slovacchia  | Montreal Canadiens                    | HK 36 Skalica (Extraliga)             |
| 122 | Morten Madsen (C-AS)   | Danimarca   | Minnesota Wild                        | Frölunda (Elitserien)                 |
| 123 | Ondřej Otcenas (C)     | Slovacchia  | Carolina Hurricanes                   | Dukla Trenčín (Extraliga)             |
| 124 | Raymond Macias (D)     | Stati Uniti | Colorado Avalanche (da Anaheim)       | Kamloops Blazers (WHL)                |
| 125 | Tommi Leinonen (D)     | Finlandia   | Pittsburgh Penguins                   | Oulun Kärpät (SM-liiga)               |

### Quinto giro
| #   | Giocatore               | Nazionalità | Squadra NHL                           | Squadra di provenienza              |
| --- | ----------------------- | ----------- | ------------------------------------- | ----------------------------------- |
| 126 | Tim Crowder (AD)        | Canada      | Pittsburgh Penguins                   | Surrey Eagles (BCHL)                |
| 127 | Bobby Bolt (AS)         | Canada      | Mighty Ducks of Anaheim               | Kingston Frontenacs (OHL)           |
| 128 | Kevin Lalande (P)       | Canada      | Calgary Flames (da Carolina)          | Belleville Bulls (OHL)              |
| 129 | Anthony Aiello (D)      | Stati Uniti | Minnesota Wild                        | Thayer Academy (USHS-Massachusetts) |
| 130 | Mathieu Aubin (C)       | Canada      | Montreal Canadiens                    | Lewiston Maineiacs (QMJHL)          |
| 131 | Tomáš Pöpperle (P)      | Rep. Ceca   | Columbus Blue Jackets                 | Sparta Praga (Extraliga)            |
| 132 | Darren Helm (C)         | Canada      | Detroit Red Wings                     | Medicine Hat Tigers (WHL)           |
| 133 | Stanislav Lascek (AD)   | Slovacchia  | Tampa Bay Lightning                   | Chic. Saguenéens (QMJHL)            |
| 134 | Brennan Turner (D)      | Canada      | Chicago Blackhawks                    | Notre Dame Hounds (SJHL)            |
| 135 | Tomáš Pospíšil (AD)     | Rep. Ceca   | Atlanta Thrashers                     | Oceláři Trinec (Extraliga)          |
| 136 | Tomáš Kudělka (D)       | Slovacchia  | Ottawa Senators                       | Dukla Trenčín (Extraliga)           |
| 137 | Johan Ryno (AD)         | Svezia      | Detroit Red Wings                     | IK Oskarshamn (Elitserien)          |
| 138 | Matt Butcher (C)        | Stati Uniti | Vancouver Canucks                     | Chilliwack Chiefs (BCHL)            |
| 139 | Patrik Hersley (D)      | Svezia      | Los Angeles Kings                     | Malmö (Elitserien)                  |
| 140 | Taylor Dakers (P)       | Canada      | San Jose Sharks                       | Kootenay Ice (WHL)                  |
| 141 | Brian Salcido (D)       | Stati Uniti | Mighty Ducks of Anaheim (da San Jose) | Colorado C. Tigers (WCHA)           |
| 142 | Nathan Gerbe (C)        | Stati Uniti | Buffalo Sabres                        | Boston College Eagles (Hockey East) |
| 143 | Daren Machesney (P)     | Canada      | Washington Capitals                   | Brampton Battalion (OHL)            |
| 144 | Masi Marjamäki (AD)     | Finlandia   | New York Islanders                    | Moose Jaw Warriors (WHL)            |
| 145 | Tim Kunes (D)           | Stati Uniti | Carolina Hurricanes                   | New England Falcons (EJHL)          |
| 146 | Tom Wandell (C)         | Svezia      | Dallas Stars                          | Södertälje SK (Elitserien)          |
| 147 | Trevor Koverko (D)      | Canada      | New York Rangers                      | Owen Sound Attack (OHL)             |
| 148 | Anton Krysanov (C)      | Russia      | Phoenix Coyotes                       | Lada Togliatti (Superliga)          |
| 149 | Derek Joslin (D)        | Canada      | San Jose Sharks                       | Ottawa 67's (OHL)                   |
| 150 | Cal O'Reilly (C)        | Canada      | Nashville Predators                   | Windsor Spitfires (OHL)             |
| 151 | Jeff May (D)            | Canada      | Detroit Red Wings                     | Prince Albert Raiders (WHL)         |
| 152 | Josh Beaulieu (C)       | Canada      | Philadelphia Flyers                   | London Knights (OHL)                |
| 153 | Alex Berry (AD)         | Stati Uniti | Toronto Maple Leafs                   | Boston Jr. Bruins (EJHL)            |
| 154 | Wacey Rabbit (C)        | Canada      | Boston Bruins                         | Saskatoon Blades (WHL)              |
| 155 | Mark Fayne (D)          | Stati Uniti | New Jersey Devils                     | Nobles School (USHS-Massachusetts)  |
| 156 | Ryan Reaves (AD)        | Canada      | St. Louis Blues                       | Brandon Wheat Kings (WHL)           |
| 157 | Fredrik Pettersson (AS) | Svezia      | Edmonton Oilers                       | Frölunda (Elitserien)               |
| 158 | Matt Keetley (P)        | Canada      | Calgary Flames                        | Medicine Hat Tigers (WHL)           |
| 159 | Risto Korhonen (D)      | Finlandia   | Carolina Hurricanes (da Colorado)     | Oulun Kärpät (SM-liiga)             |
| 160 | Matt Watkins (AD)       | Canada      | Dallas Stars                          | Vernon Vipers (BCHL)                |
| 161 | Brian Foster (P)        | Stati Uniti | Florida Panthers                      | New Hampshire Monarchs (EJHL)       |
| 162 | P. J. Fenton (C)        | Stati Uniti | San Jose Sharks (da Tampa Bay)        | UMass Minutemen (Hockey East)       |

### Sesto giro
| #   | Giocatore                | Nazionalità | Squadra NHL                        | Squadra di provenienza                |
| --- | ------------------------ | ----------- | ---------------------------------- | ------------------------------------- |
| 163 | Marek Kvapil (AD)        | Rep. Ceca   | Tampa Bay Lightning                | Saginaw Spirit (OHL)                  |
| 164 | Roman Derljuk (D)        | Russia      | Florida Panthers                   | Spartak S. Pietroburgo (Russia)       |
| 165 | Kevin Beech (P)          | Canada      | Tampa Bay Lightning (da Dallas)    | Sudbury Wolves (OHL)                  |
| 166 | Jason Lynch (D)          | Canada      | Colorado Avalanche                 | Spokane Chiefs (WHL)                  |
| 167 | Joe Fallon (P)           | Stati Uniti | Chicago Blackhawks (da Calgary)    | Vermont Catamounts (ECAC)             |
| 168 | Justin Mercier (AS)      | Stati Uniti | Colorado Avalanche (da Edmonton)   | USA Hockey NTDP (NAHL)                |
| 169 | Mike Gauthier (D)        | Canada      | St. Louis Blues                    | Prince Albert Raiders (WHL)           |
| 170 | Sean Zimmerman (D)       | Stati Uniti | New Jersey Devils                  | Spokane Chiefs (WHL)                  |
| 171 | Nick Drazenovic (C)      | Canada      | St. Louis Blues                    | Prince George Cougars (WHL)           |
| 172 | Lukáš Vantuch (AD)       | Rep. Ceca   | Boston Bruins                      | Bílí Tygři Liberec (Extraliga)        |
| 173 | Johan Dahlberg (AS)      | Svezia      | Toronto Maple Leafs                | MODO (Elitserien)                     |
| 174 | John Flatters (D)        | Canada      | Philadelphia Flyers                | Red Deer Rebels (WHL)                 |
| 175 | Juho Mielonen (D)        | Finlandia   | Detroit Red Wings                  | Ilves (SM-liiga)                      |
| 176 | Ryan Maki (AD)           | Stati Uniti | Nashville Predators                | Harvard Crimson (ECAC)                |
| 177 | Derek Reinhart (D)       | Canada      | Columbus Blue Jackets (da Phoenix) | Regina Pats (WHL)                     |
| 178 | Greg Beller (AS)         | Canada      | New York Rangers                   | Lakeland High School (USHS-Minnesota) |
| 179 | Brett Sutter (AS)        | Canada      | Calgary Flames                     | Kootenay Ice (WHL)                    |
| 180 | Tyrell Mason (D)         | Canada      | New York Islanders                 | Salmon Arm Silverbacks (BCHL)         |
| 181 | Tim Kennedy (AS)         | Stati Uniti | Washington Capitals                | Sioux City Musketeers (USHL)          |
| 182 | Adam Dennis (P)          | Canada      | Buffalo Sabres                     | London Knights (OHL)                  |
| 183 | Will Colbert (D)         | Canada      | San Jose Sharks                    | Ottawa 67's (OHL)                     |
| 184 | Ryan McGinnis (D)        | Stati Uniti | Los Angeles Kings                  | Plymouth Whalers (OHL)                |
| 185 | Kris Fredheim (D)        | Canada      | Vancouver Canucks                  | Notre Dame Hounds (SJHL)              |
| 186 | Dmitrij Megalinskij (D)  | Russia      | Ottawa Senators                    | Lok. Jaroslavl’ (Superliga)           |
| 187 | Andrej Zubarev (D)       | Russia      | Atlanta Thrashers                  | Salavat Julaev (Superliga)            |
| 188 | Joe Charlebois (D)       | Stati Uniti | Chicago Blackhawks                 | Sioux City Musketeers (USHL)          |
| 189 | Kirill Starkov (C)       | Danimarca   | Columbus Blue Jackets              | Frölunda (Elitserien)                 |
| 190 | Matt D'Agostini (AD)     | Canada      | Montreal Canadiens                 | Guelph Storm (OHL)                    |
| 191 | Vjačeslav Buravčikov (D) | Russia      | Buffalo Sabres (da Minnesota)      | Kryl'ja Sovetov (Superliga)           |
| 192 | Nicolas Blanchard (AD)   | Canada      | Carolina Hurricanes                | Chic. Saguenéens (QMJHL)              |
| 193 | Tony Lucia (AS)          | Stati Uniti | San Jose Sharks (da Anaheim)       | Wayzata High School (USHS-Minnesota)  |
| 194 | Jean-Philippe Paquet (D) | Canada      | Pittsburgh Penguins                | Shawinigan Cataractes (QMJHL)         |

### Settimo giro
| #   | Giocatore                   | Nazionalità | Squadra NHL                     | Squadra di provenienza                 |
| --- | --------------------------- | ----------- | ------------------------------- | -------------------------------------- |
| 195 | Joe Vitale (C)              | Stati Uniti | Pittsburgh Penguins             | Sioux Falls Stampede (USHL)            |
| 196 | Nick Tuzzolino (D)          | Stati Uniti | New York Islanders              | Sarnia Sting (OHL)                     |
| 197 | Jean-Philippe Levasseur (P) | Canada      | Mighty Ducks of Anaheim         | R-N Huskies (QMJHL)                    |
| 198 | Kyle Lawson (D)             | Stati Uniti | Carolina Hurricanes             | USA Hockey NTDP (NAHL)                 |
| 199 | Riley Emmerson (AD)         | Canada      | Minnesota Wild                  | Tri-City Americans (WHL)               |
| 200 | Sjarhej Kascicyn (AS)       | Bielorussia | Montreal Canadiens              | Homel' (Extraliga)                     |
| 201 | Trevor Hendrikx (D)         | Canada      | Columbus Blue Jackets           | Peterborough Petes (OHL)               |
| 202 | David Kuchejda (AD)         | Rep. Ceca   | Chicago Blackhawks              | České Budějovice (Extraliga)           |
| 203 | Adam Hobson (C)             | Canada      | Chicago Blackhawks (da Atlanta) | Spokane Chiefs (WHL)                   |
| 204 | Colin Greening (C-AS)       | Canada      | Ottawa Senators                 | Nanaimo Clippers (BCHL)                |
| 205 | Mário Bližňák (C)           | Slovacchia  | Vancouver Canucks               | MHK Dubnica (Extraliga)                |
| 206 | Josh Meyers (D)             | Stati Uniti | Los Angeles Kings               | Sioux City Musketeers (USHL)           |
| 207 | Myles Stoesz (AS)           | Canada      | Atlanta Thrashers (da San Jose) | Spokane Chiefs (WHL)                   |
| 208 | Matt Generous (D)           | Stati Uniti | Buffalo Sabres                  | New England Falcons (EJHL)             |
| 209 | Viktor Dovgan (D)           | Russia      | Washington Capitals             | CSKA Mosca (Superliga)                 |
| 210 | Luciano Aquino (C-AS)       | Canada      | New York Islanders              | Brampton Battalion (OHL)               |
| 211 | Ryan Russell (C)            | Canada      | New York Rangers                | Kootenay Ice (WHL)                     |
| 212 | Pat Brosnihan (AD)          | Stati Uniti | Phoenix Coyotes                 | Worcester Academy (USHS-Massachusetts) |
| 213 | Scott Todd (D)              | Canada      | Nashville Predators             | Windsor Spitfires (OHL)                |
| 214 | Bretton Stamler (D)         | Canada      | Detroit Red Wings               | Seattle Thunderbirds (WHL)             |
| 215 | Matt Clackson (AS)          | Canada      | Philadelphia Flyers             | Chicago Steel (USHL)                   |
| 216 | Anton Strålman (D)          | Svezia      | Toronto Maple Leafs             | Timrå (Elitserien)                     |
| 217 | Brock Bradford (C)          | Canada      | Boston Bruins                   | Omaha Lancers (USHL)                   |
| 218 | Alexander Sundström (C)     | Svezia      | New Jersey Devils               | IF Björklöven (Elitserien)             |
| 219 | Nikolaj Lemtjugov (AD)      | Russia      | St. Louis Blues                 | CSKA Mosca (Superliga)                 |
| 220 | Matt Glasser (AS)           | Canada      | Edmonton Oilers                 | Fort McMurray Oil Barons (AJHL)        |
| 221 | Myles Rumsey (D)            | Canada      | Calgary Flames                  | Swift Current Broncos (WHL)            |
| 222 | Kyle Cumiskey (D)           | Canada      | Colorado Avalanche              | Kelowna Rockets (WHL)                  |
| 223 | Pat McGann (P)              | Stati Uniti | Dallas Stars                    | Cedar Rapids RoughRiders (USHL)        |
| 224 | Zach Bearson (AD)           | Stati Uniti | Florida Panthers                | Waterloo Black Hawks (USHL)            |
| 225 | John Wessbecker (D)         | Stati Uniti | Tampa Bay Lightning             | UMass Minutemen (ECAC)                 |
| 226 | John Seymour (AS)           | Canada      | Los Angeles Kings               | Brampton Battalion (OHL)               |
| 227 | Andrew Orpik (AD)           | Stati Uniti | Buffalo Sabres                  | Thayer Academy (USHS-Massachusetts)    |
| 228 | Chad Rau (C)                | Stati Uniti | Toronto Maple Leafs             | USA Hockey NTDP (NAHL)                 |
| 229 | Philippe Paquet (D)         | Canada      | Montreal Canadiens              | Salisbury School (USHS-Connecticut)    |
| 230 | Patric Hörnqvist (AS)       | Svezia      | Nashville Predators             | Djurgården (Elitserien)                |

## Selezioni classificate per nazionalità
| Pos. | Paese        | Selezioni | Percentuale |
|      | Nord America | 172       | 67,6%       |
| ---- | ------------ | --------- | ----------- |
| 1    | Canada       | 109       | 47,5%       |
| 2    | Stati Uniti  | 63        | 27,4%       |
|      | Europa       | 58        | 25,2%       |
| 3    | Rep. Ceca    | 12        | 5,2%        |
| 3    | Svezia       | 12        | 5,2%        |
| 5    | Russia       | 11        | 4,0%        |
| 6    | Finlandia    | 9         | 3,9%        |
| 7    | Slovacchia   | 8         | 3,5%        |
| 8    | Danimarca    | 2         | 0,9%        |
| 9    | Bielorussia  | 1         | 0,5%        |
| 9    | Germania     | 1         | 0,5%        |
| 9    | Lettonia     | 1         | 0,5%        |
| 9    | Slovenia     | 1         | 0,5%        |